# Mönchenkirche (Jüterbog)

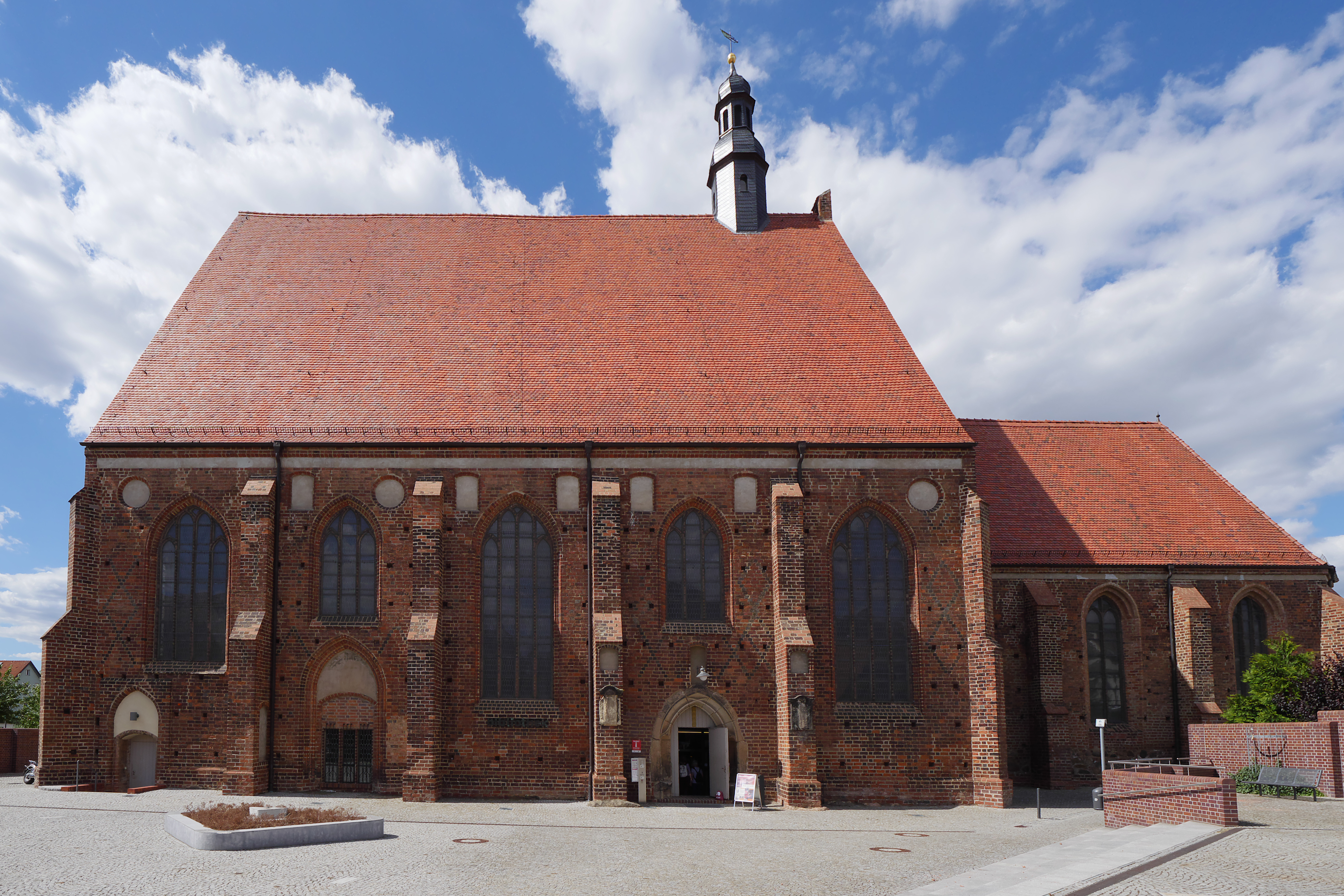
Die Mönchenkirche von der Mönchenstraße aus Süden gesehen

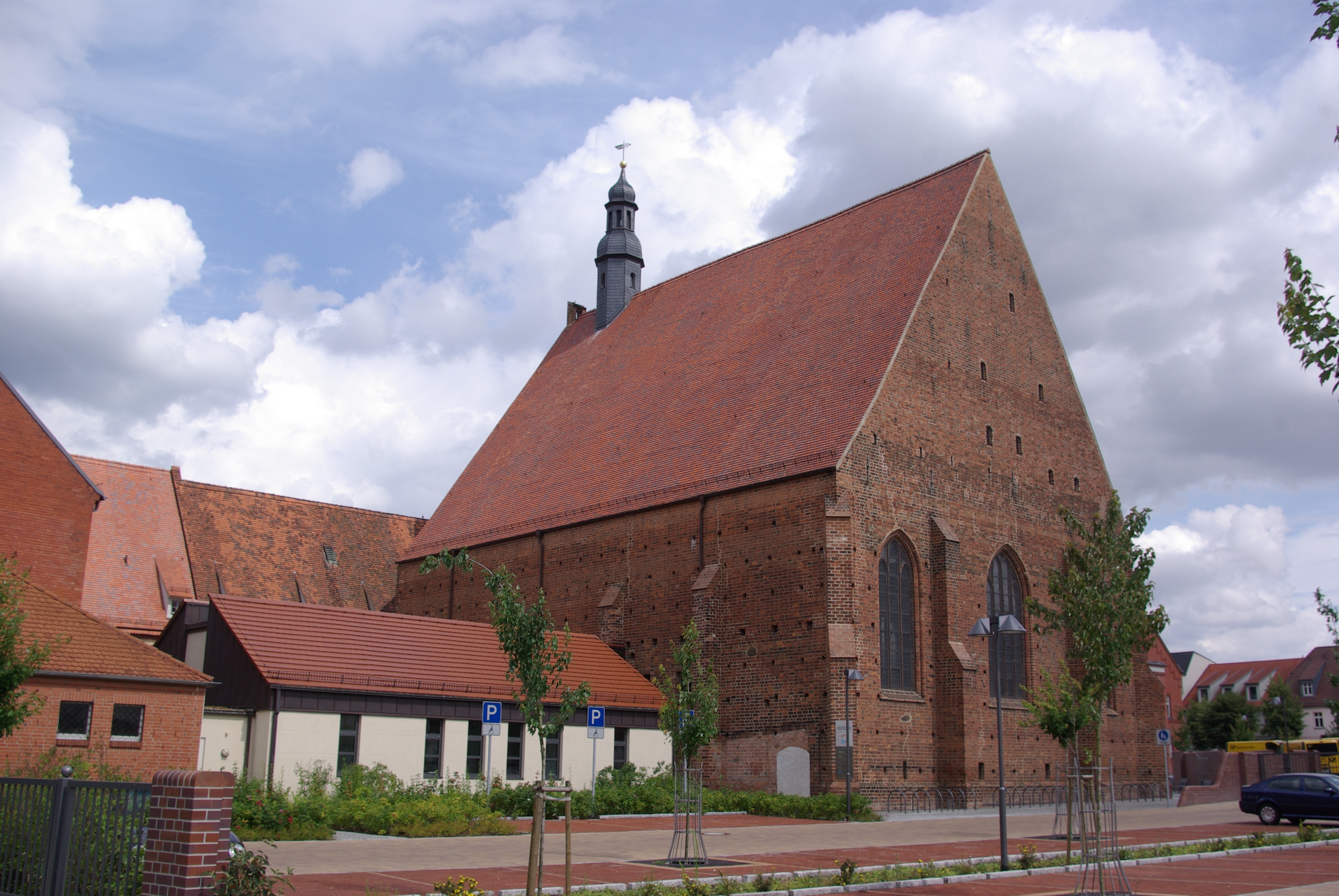
Die Mönchenkirche von der Straße Am Frauentor aus Nordwesten gesehen

Die Mönchenkirche oder Franziskaner-Klosterkirche ist eine Kirche in Jüterbog. Die Kirche war Teil des Franziskanerklosters. Sie liegt südlich der Straße Am Frauentor und nördlich der Mönchenstraße am Mönchenkirchplatz und ist als Nr. 09105341 in die Liste der Denkmale in Brandenburg eingetragen. Seit 1985 befinden sich in der Kirche eine Bibliothek und ein Veranstaltungszentrum.

## Geschichte von Kloster und Kirche
Die Franziskaner sammelten gegen Ende des 15. Jahrhunderts mit Erlaubnis des Brandenburger Bischofs Arnold von Burgsdorf für einen Klosterbau in Jüterbog. Dort waren sie nach dem großen Stadtbrand von 1478 sehr willkommen. Das Kloster wurde an der nördlichen Stadtmauer gebaut und war 1510 vollendet. Es gehörte zur Sächsischen Franziskanerprovinz (Saxonia) und stand der Observanzbewegung des Ordens nahe, die eine strenge Auslegung der Ordensregel, insbesondere der Armut, praktizierte. Das Kloster in Jüterbog war eines der Studienklöster der Saxonia zur Ausbildung des Ordensnachwuchses. Für die Stadtbevölkerung waren sie als Seelsorger, u. a. als Beichtväter tätig.
Beim Bau der Kirche wurde zuerst der Chor errichtet, im Jahre 1484 wurde ein Altar gestiftet. Damit war die Kirche nutzbar. Ab etwa 1490/1500 wurde mit dem Bau des Langhauses begonnen. Das Kloster lag als Viereck nördlich zwischen der Kirche und der Stadtmauer. Der noch erhaltene Ostflügel mit der großen Bibliothek schloss an den Chor der Kirche an, der Nordflügel enthielt die Wirtschaftsräume und der Südflügel das Dormitorium.
In die Auseinandersetzungen der Reformation waren die Jüterboger Franziskaner von Anfang an einbezogen. Auch in Jüterbog war der Dominikaner Johann Tetzel als Ablassprediger aufgetreten, was Martin Luther im nicht weit entfernten Wittenberg veranlasst haben soll, seine 95 Thesen zu veröffentlichen. Man führte Gespräche mit Theologiedozenten und Studenten aus Wittenberg über die reformatorischen Ideen, gegen die sich der Jüterboger Guardian und einige Lektoren der Ordenshochschule abgrenzten, weil sie um die Einheit der Kirche fürchteten. Zu Ostern 1519 kam es in Jüterbog zu einem Streit zwischen Thomas Münzer und den Franziskanern, der durch öffentliche Predigten ausgetragen wurde. Der Lektor Bernhard Dappen richtete im Namen des Konvents eine Beschwerde an den Bischof von Brandenburg, die Martin Luther zugespielt wurde, worauf dieser den Jüterboger Franziskanern mit öffentlicher Bloßstellung „ihrer wunderlichen Weisheit“ drohte. Zwar verbot der Brandenburger Bischof die Predigt gegen Luther, aber die Einstellung der Brüder in Jüterbog trug dazu bei, dass die Sächsische Franziskanerprovinz insgesamt der Reformation kritisch gegenüberstand und in den folgenden Jahrzehnten die Schließung fast aller Klöster hinnehmen musste. Zum Jüterboger Konvent gehörten in dieser Zeit wiederholt Franziskaner, die höhere Ordensämter bekleidet hatten oder sich auf solche vorbereiteten.
Die Jüterboger Bürgerschaft hielt den Franziskanern noch einige Zeit die Treue und besuchte in recht großer Zahl die katholischen Gottesdienste der Ordensbrüder. Luther riet dem Jüterboger Propst Christoph Fischer 1544 auf dessen Anfrage, allen ein Begräbnis auf dem Friedhof zu verweigern, die weiter die katholische Messe besuchten, und zudem zu verbieten, den Franziskanern Almosen zu spenden. Noch 1554 tagte in Jüterbog das Provinzkapitel der Sächsischen Provinz, der Jüterboger Guardian Thomas König wurde zum Provinzial gewählt und ein Novizenmeister zur Aufnahme neuer Ordensmitglieder wurde bestimmt.
Bei der kurfürstlichen Visitation 1562 lebten allerdings nur noch drei Franziskaner im Kloster, denen der Stadtrat eine Versorgung zusagte, 1564 waren es noch zwei. Am 31. Januar 1564 wurde die Kirche auf Antrag der Stadt von Erzbischof Sigismund von Brandenburg zur evangelischen Pfarrkirche umgewandelt. Im Ostflügel des Klosters wurde eine Lateinschule eingerichtet, aus der 1577 ein Gymnasium hervorging. Das Gebäude („Altes Kloster“) wurde bis 1912 für schulische Zwecke gebraucht, zuletzt als Lehrerseminar.
Im Jahr 1694 wurde das Kirchendach bei einem Sturm beschädigt und danach neu gedeckt. 1711 wurde ein Barockaltar anstelle des gotischen Flügelaltars aufgestellt. 1739 wurde der Dachreiter in der jetzigen Form erbaut.
Während der Befreiungskriege wurde die Kirche 1812 und 1813 als Magazin genutzt. Dadurch wurde das Innere beschädigt. Eine Wiederherstellung erfolgte bis 1820. 1914 wurde die Stadt Jüterbog Eigentümer der Kirche. Das Nutzungsrecht hatte weiterhin die Kirchengemeinde, die Unterhaltskosten wurden geteilt. Regelmäßige Gottesdienste wurden bis in die 1920er Jahre gehalten, die Kirchengemeinde nutzte die Kirche darüber hinaus weiter. 1970 wurde die Kirche für Gottesdienste aufgegeben und als Lager genutzt, was zum Verfall führte. Ab 1980 wurde die Kirche umgebaut. Seit 1985 wird sie als Bibliothek, Theater und Konzertstätte genutzt.

## Die Kirche
Die Kirche ist im Stil einer Bettelordenskirche aus Backstein errichtet und hat eine Länge von hundert Ellen, eine Breite von 35 Ellen und eine Höhe von 40 Ellen. Das Langhaus der Hallenkirche hat drei Schiffe und fünf Joche. Es hat ein Kreuzrippengewölbe, das von acht schlanken, achteckigen Pfeilern getragen wird. Der einschiffige, dreiseitig geschlossene Chor hat drei Joche. Auf dem Dach befindet sich ein Dachreiter, der erstmals 1493 aufgesetzt worden war. Die Süd- und die Westseite sowie der Chor weisen hohe Fenster mit spätgotischem Maßwerk auf, die Nordseite des Langhauses, an die das Kloster angebaut war, ist fensterlos. Das spitzbogige Eingangsportal aus Sandstein liegt auf der Südseite. Ursprünglich besaß die Kirche Gewölbemalereien, die Christus als Weltenrichter sowie die Stigmatisation des Ordensgründers Franz von Assisi zeigten.
Von der mittelalterlichen Ausstattung ist nichts mehr vorhanden. Bei der Profanierung wurden Ausstattungsgegenstände in andere Kirchen gebracht, die meisten Teile befinden sich in der Liebfrauenkirche Jüterbog.
Hier einige Stücke der Ausstattung und deren Verbleib:
- Der spätgotische Hochaltar wurde 1484 von Hauptmann Hans von Werterleben gestiftet. Als Flügelaltar zeigte er innen die Verkündigung, die Geburt Christi und den Kindermord in Betlehem, außen waren die Passion Jesu und die Grablegung zu sehen. Er wurde Anfang des 18. Jahrhunderts verkauft.[5]
- Der neue Altaraufsatz wurde 1711 eingeweiht. Im Jahre 1983 wurde der Aufsatz abgebaut und restauriert. 1995 kam der Altaraufsatz nach Fürstenwalde in den Dom.
- Der Taufstein wurde im Jahre 1568 aus Sandstein gefertigt. Er befindet sich in der Kirche St. Marien in Bad Belzig.
- Die Kanzel befindet sich noch heute in der Kirche. Sie wurde 1577 von Georg Schröter aus Sandstein erstellt und trägt Reliefdarstellungen von Jesus, Jakobus, Luther und Melanchthon.
- Die Orgel wurde 1699 gebaut, sie steht heute in der Kirche von Friedersdorf bei Doberlug-Kirchhain.[6][7]
- Von der Westempore ist nur noch die Balustrade vorhanden.
- Die ältere der beiden Glocken  stammt aus dem Jahr 1478.
- An der Chornordseite befindet sich ein Grabstein für Catharina Flemming.
- Ebenfalls an der Chornordseite befindet sich ein Epitaph für Johann Flemming, einen Bürgermeister von Jüterbog. Er hat den Barockaltar der Kirche gespendet.